# Mount Brecher
Mount Brecher ist ein 2100 m hoher und zerklüfteter Berg im westantarktischen Marie-Byrd-Land. Er ragt in der nördlichen Wisconsin Range der Horlick Mountains unmittelbar westlich des Mount LeSchack auf.
Der United States Geological Survey kartierte ihn anhand eigener Vermessungen und mithilfe von Luftaufnahmen der United States Navy zwischen 1959 und 1960. Das Advisory Committee on Antarctic Names benannte ihn 1962 nach dem deutschstämmigen Glaziologen Henry H. Brecher (* 1932), der zur Winterbesetzung der Byrd-Station im Jahr 1960 gehört hatte und auch in weiteren Jahren für Forschungsarbeiten in die Antarktis zurückkehrte.